# Pol Swings
Pol F. Swings (Ransart, 24 de setembro de 1906 — 28 de outubro de 1983) foi um astrofísico belga.